# Otto Melander
Otto Arvid Melander, född 31 augusti 1898 i Gudmundrå församling, Västernorrlands län, död 17 oktober 1984 i Söderhamn, var en svensk trädgårdsmästare.
Melander, som var son till pråmbyggaren och byggnadssnickaren H.J. Melander och hans maka född Borgström, genomgick Norrlands trädgårdsskola i Härnösand 1924–1926, var anställd hos firma Wiepking-Jürgennsmann i Berlin såsom trädgårdstekniker under fem år, vistades under denna anställning i flera europeiska länder samt genomgick irädgårdstekniska institutet i Düsseldorf 1929. Han utförde 1931 anläggningar för Rönnskärsverken och var stadsträdgårdsmästare i Söderhamns stad från 1932. Han var ledamot av kyrkofullmäktige, ordförande i Södra Hälsinglands trädgårdsodlarförening och tillhörde representantskapet för Sveriges examinerade trädgårdsmästare från 1938.